# Triunghiul de Aur

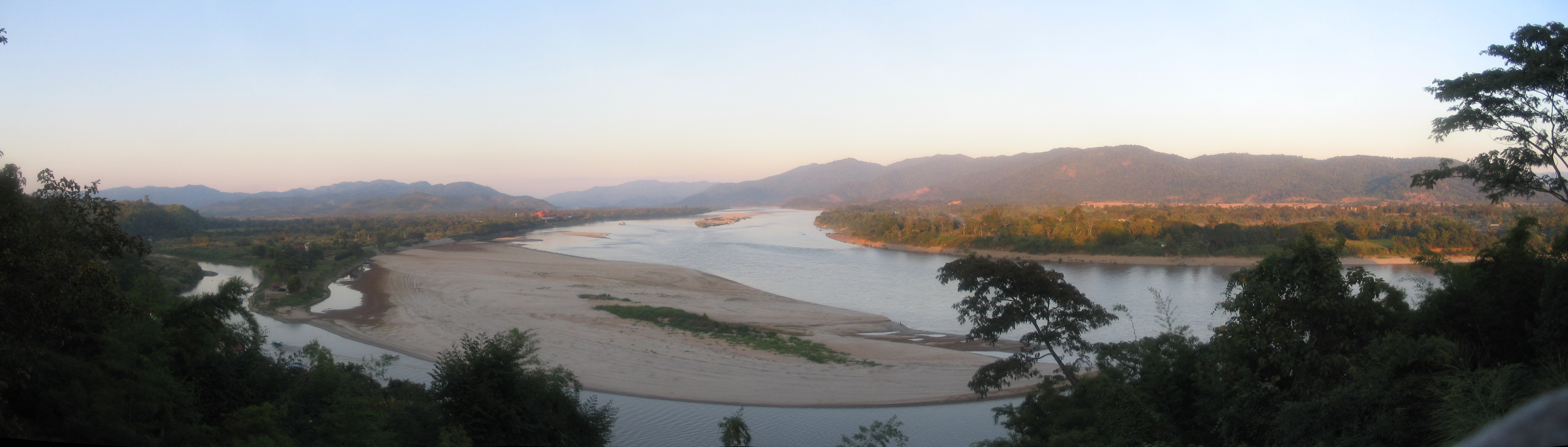
Triunghiul de Aur

Hartă ce prezintă regiunile de producție a heeoinei în lume

Triunghiul de Aur (birmaneză ေရႊႀတိဂံ နယ္ေျမ, pronunție în  [IPA]; thailandeză สามเหลี่ยมทองคำ, pronunție în  [IPA]; laoțiană ສາມຫຼ່ຽມທອງຄຳ; vietnameză Tam giác Vàng; chineză: 金三角; pinyin: jīn sān jiǎo) este una din cele două regiuni principale de producere a opiumului din Asia. Regiunea are o suprafață aproximativă de 950.000 km2 și se află în zona de graniță dintre Laos, Thailanda și Myanmar, în Asia de Sud Est. În regiune se cultivă și macul (Papaver somniferum), din care se obține heroina.
Începând cu anii 1920, alături de Afghanistan, Triunghiul de Aur a fost una din cele mai exitinse regiuni de producere a drogurilor din Asia.Cea mai mare parte din producția de heroină din lume provenea din Triunghiul de Aur până la începutul secolului al XXI-lea, când Afghanistan a devenit lider în acest domeniu.
Din punct de vedere geografic, Triunghiul de Aur se află la vărsarea râului Ruak în Mekong, nefiind departe de acest punct nici granița cu China.